# Образование в Японии

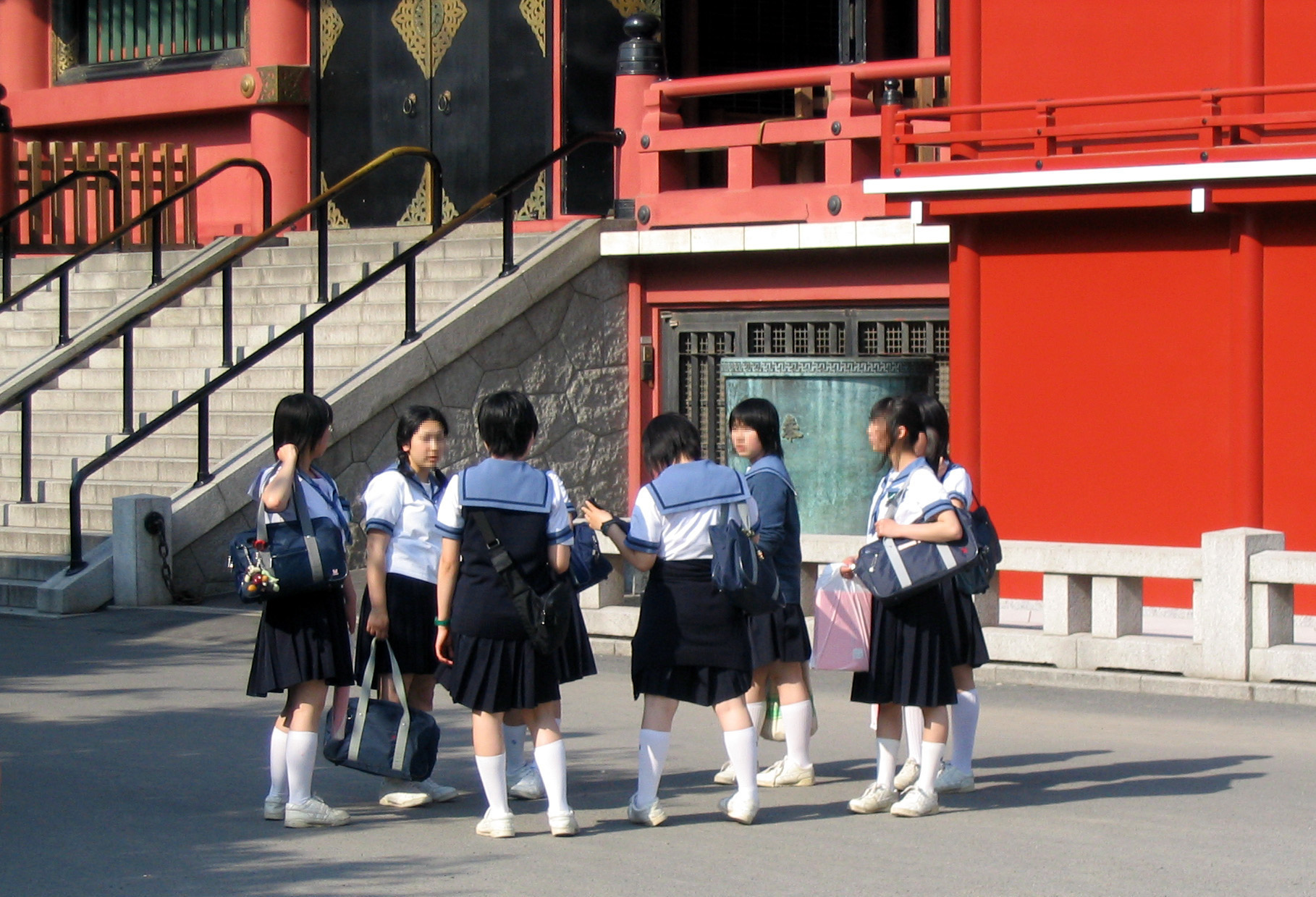
Японские ученицы средней школы в форме

Учебный год в Японии начинается в апреле. Уроки продолжаются с понедельника по пятницу либо по субботу, в зависимости от школы. Учебный год состоит из трёх триместров, каждый из которых отделён небольшими каникулами — весной и зимой, и отдыхом продолжительностью в один месяц — летом.
Школьная система состоит из:
- начальной школы (яп. 小学校 сё:гакко:), 6 лет
- средней школы (яп. 中学校 тю:гакко:), 3 года
- старшей школы (яп. 高等学校 ко:то:гакко:, сокращённо 高校 ко:ко:), 3 года

Начальная и средняя школа являются обязательными. Старшую школу, несмотря на то, что она не является обязательной, заканчивают около 98 % японских школьников.

## История

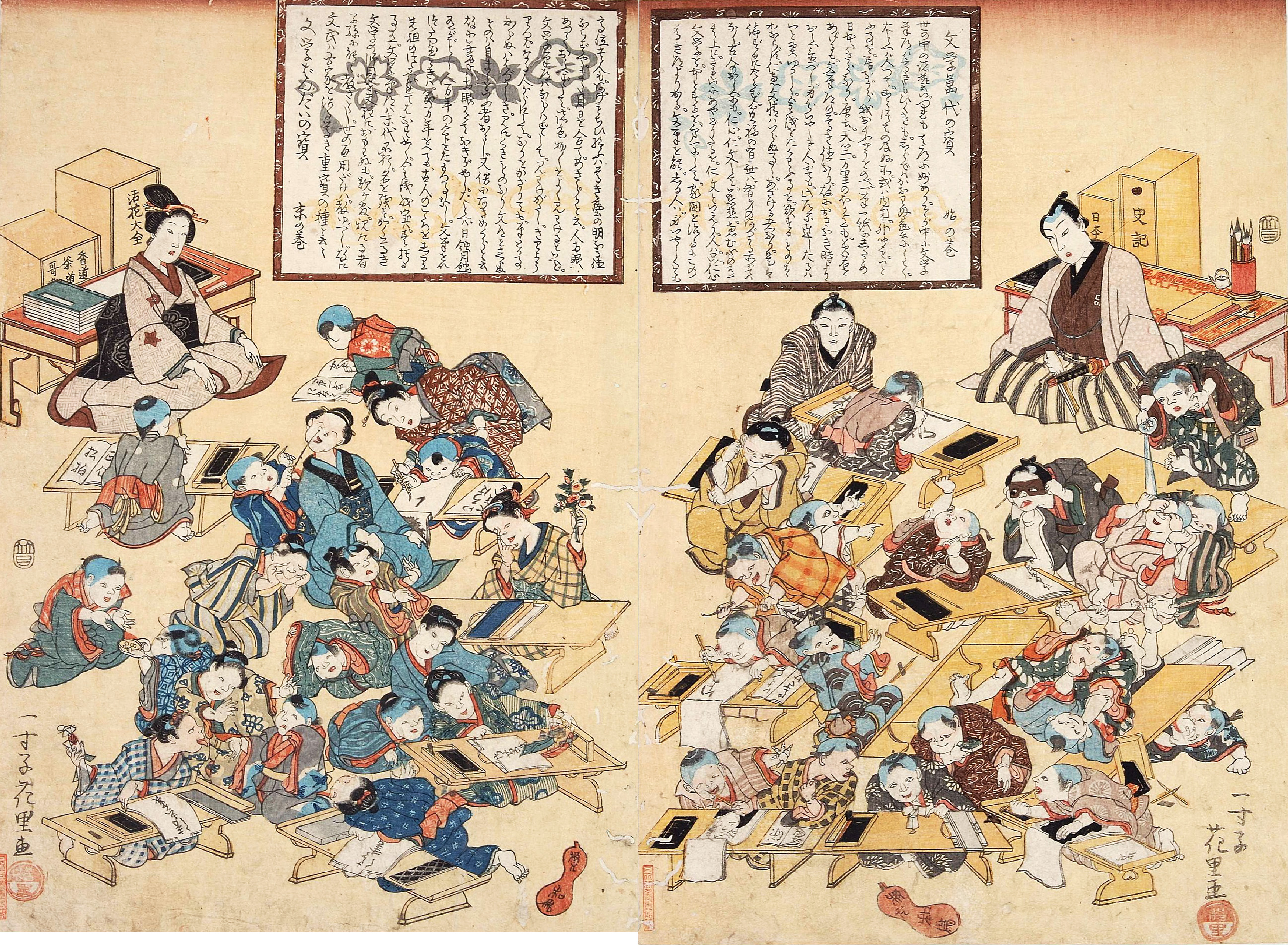
Тэракоя, XIX век

До XIII века японская система образования находилась под влиянием китайских и корейских аналогов. Во времена правления Императора Одзина в стране работали учёные Атики (яп. 阿直岐) и Вани (яп. 王仁) из корейского государства Пэкче. Около 552 года при посредничестве Пэкче в Японию попал буддизм. Его адепты распространяли в стране континентальные научные знания, технические и художественные навыки. В 607 году японский принц Сётоку отправил к китайской династии Суй посольство вместе с учениками в надежде перенять передовые азиатские знания. Во времена правления Императора Тэндзи в Японии была сооружена первая правительственная школа Сёдзё (яп. 庠序).
В VIII веке, в период Нара, японцы поддерживали контакты с китайской династией Тан. Под её влиянием, вступления в силу кодекса Тайхо, в Японии была заложена китайская система образования. Согласно этой системе в японской столице Нара была основана Академия (яп. 大学寮), а в провинциях — провинциальные школы. Эта система сохранилась после переноса столицы Киото в 794 году.
В течение IX—XII вв. в Японии происходил процесс адаптации китайской культуры. Получили развитие иероглифические литература и поэзия, были изобретены слоговые азбуки хирагана и катакана, появились литература и поэзия, написанные азбукой. Основными образовательными центрами для знати и чиновников были провинциальные школы и буддистские монастыри эзотерических сект. Для простонародья существовали специальные школы, построенные монахами, в которых учили читать, считать, а также давали определённые технические навыки. Самой известной из таких школ была Сюгэй-сюти (яп. 綜芸種智院), основанная монахом Кукаем.
После основания Камакурского сёгуната китайская централизованная система образования пришла в полный упадок. Получило распространение домашнее и частное образование — в домах учёных или монастырях. Бывало, что обители сект предоставляли начальное образование. Специальное образование получали в храмах и общежитиях монастырей секты Дзэн. Образованием простолюдинов занимались монахи новоявленных сект амидаи и нитирэн. Среди знати и состоятельного монашества появился обычай учреждать частные библиотеки и архивы.
В период Эдо (1603—1868 годы) центральные и местные власти учредили много школ. Система государственных школ дополнялась частными школами при буддийских и синтоистских храмах (тэракоя). Максимальная программа таракоэ в конце XVIII века предусматривала три уровня: минимальные навыки чтения и письма; элементарные нравственные понятия, изложенные в конфуцианских трактатах; знакомство с китайской поэзией, историческими фактами.
Образованием самураев занимались их сюзерены — князья (дайме), которые учреждали специальные школы для них. Для обучения в них приглашали конфуцианских ученых и специалистов в военном искусстве. Одна из первых государственных школ для самураев была открыта в 1603 году.
Образовательная инфраструктура, созданная государством в VII–VIII веках, претерпевала значительные изменения в своих формах (государственные школы чиновников, домашнее образование, школы при буддийских храмах, частные школы и т. д.). Однако неизменным оставалось одно — престиж письменного слова и повседневное функционирование его в качестве носителя необходимой для существования общества и культуры информации. Уже первые христианские миссионеры, побывавшие в Японии в XVI–XVII веках, отмечали необычайную тягу японцев к учению. И действительно: от этого времени осталось громадное количество письменных документов — включая многочисленные сельскохозяйственные трактаты и дневники, написанные простыми крестьянами. «Даже несмотря на то, что латынь столь непривычна для них… по своей натуре они настолько способны, искусны, обучаемы и прилежны, что это вызывает удивление, поскольку даже дети находятся в классе по три или четыре часа на своих местах не шелохнувшись, как если бы то были взрослые люди…» (миссионер Алессандро Валиньяно, конец XVI века). То, что Япония имела в эпоху Токугава довольно грамотное население, подтверждается тем, что в то время страна пережила «книжный взрыв». Поэзия Мацуо Басё, драмы Тикамацу Мондзаэмон, проза Ихара Сайкаку положили начало литературе нового типа и заняли особое  место в культурном наследии Японии. Тогда же появились своего рода путеводители по стране. Особой популярностью пользовался путеводитель Асаи Рёи «Токайдо мэйсёки» («записки о достопримечательностях тракта Токайдо»); он даже использовался в качестве учебного пособия. Книжный бум оказал большое влияние на распространение образования в стране, а оно, в свою очередь, способствовало увеличению спроса на все виды книжной продукции. Появилось много специализированных книжных лавок, где книжку можно было взять почитать за четверть или треть ее цены, а также библиотек «касихонъя», где книгу можно было взять на время под денежный залог. К началу XVIII века в городе Эдо было 656 таких библиотек, где желающие могли ознакомиться с книжными новинками, если у них не было возможности их приобрести. Поскольку в эпоху Эдо вместе с быстром ростом городского населения, по оценкам к началу XVIII века население города Эдо составляло более миллиона человек, и он был крупнейшим городом мира, уровень грамотности был настолько высок, что многие простолюдины могли читать книги, публиковались книги в самых различных в том числе развлекательных жанрах, таких как кулинария, садоводство, путеводители, книги по искусству, сценарии «бунраку» (кукольный театр), «кибёси» (сатирические романы), «сарэбон» (книги о городской культуре), «коккейбон» (юмористические книги), «ниндзёбон» (любовные романы), «ёмихон» и «кусадзоси». В Эдо было от 600 до 800 прокатных книжных магазинов, и люди брали напрокат или покупали книги с гравюрами на дереве. Самыми продаваемыми книгами в этот период были «ко:сёку итидай отоко» («жизнь влюбленного мужчины») Ихары Сайкаку, «сатоми и восемь псов» Кёкутэя Бакини и «на своих двоих по тракту Токайдо» Дзиппэнся Икку, и эти книги переиздавались много раз. Образование в период Токугава вполне соответствовало потребностям японского общества того времени. Опыт, накопленный тогда в этой области, был использован и в последующий период. Решительный поворот в области образования в период Мэйдзи был бы невозможен без развития школьной системы в период бакумацу. В стране имелось большое количество учителей с опытом работы, образование было реально доступно не только высшим слоям общества, но и простолюдинам. В результате в 1870 году уровень грамотности в Японии был выше, чем в Европе, что послужило хорошей основой для успешной индустриализации страны. В первой половине XIX века степень грамотности японцев была одной из самых высоких в мире на тот момент (40 % среди мужчин и 15 % среди женщин), причём не малый процент из них составляли крестьяне. По одной из оценок, к 1800 году почти 100 % самураев и около 50-60 % тёнинов (ремесленников и торговцев) и номинов (крестьян) были грамотными. Информационные процессы еще до прихода европейцев осуществлялись в  Японии с большой степенью интенсивности. Высокий общественный статус знания явился одним из ключевых факторов чрезвычайно быстрого приобщения японцев к достижениям Запада. Многие технические новшества в сельском хозяйстве, которые стали систематически применяться крестьянами, привели к возникновению интенсивного земледелия. Об уровне агрономических знаний свидетельствует появление в XVII веке книг по ведению сельского хозяйства (но̄сё), в которых был обобщен предшествующий опыт и учитывались местные природные условия. Это косвенно свидетельствовало о том, что крестьяне были грамотны, иначе было невозможно приобщиться к агрономическим знаниям, передавать накопленный опыт из поколения в поколение. Книг такого рода в Европе того времени не было. Широкое развитие системы школьного образования создало в Японии значительную прослойку грамотного населения, что впоследствии имело огромное значение для успешного осуществления процесса модернизации страны после реставрации Мэйдзи.
За организацию образования по западному образцу выступал Фукудзава Юкити, основавший в 1858 году частный пансион, превратившийся затем в Университет Кэйо. В период реставрации Мэйдзи были приняты законы, создавшие единую централизованную систему образования. По закону 1872 года открывались современные школы, доступные для всех, независимо от социальной принадлежности. Введение сначала обязательного трехлетнего образования, затем, в 1900 году — четырёхлетнего и, наконец, в 1908-м — шестилетнего сделало Японию одной из немногих к тому времени стран мира, где население практически полностью было обучено грамоте. В 1877 году был основан государственный Токийский университет, первый из Императорских университетов.
В 1930-е годы в связи с милитаристскими и националистическими настроениями в стране обучение в школе было нацелено на формирование у детей безграничной веры в божественную миссию Японии, воспитание фанатической преданности императору.
После 1945 года произошла децентрализация и демократизация системы образования.

## Таблица
| Возраст | Ступень                                                            | Учебные заведения                        | Учебные заведения                                                                            | Учебные заведения                         | Учебные заведения                        | Учебные заведения                 |
| ------- | ------------------------------------------------------------------ | ---------------------------------------- | -------------------------------------------------------------------------------------------- | ----------------------------------------- | ---------------------------------------- | --------------------------------- |
| 3-4     | Детский сад                                                        | Детский сад                              | Детский сад                                                                                  | Детский сад                               | Детский сад                              | Специальные (коррекционные) школы |
| 4-5     | Детский сад                                                        | Детский сад                              | Детский сад                                                                                  | Детский сад                               | Детский сад                              | Специальные (коррекционные) школы |
| 5-6     | Детский сад                                                        | Детский сад                              | Детский сад                                                                                  | Детский сад                               | Детский сад                              | Специальные (коррекционные) школы |
| 6-7     | 1                                                                  | Начальная школа обязательное образование | Начальная школа обязательное образование                                                     | Начальная школа обязательное образование  | Начальная школа обязательное образование | Специальные (коррекционные) школы |
| 7-8     | 2                                                                  | Начальная школа обязательное образование | Начальная школа обязательное образование                                                     | Начальная школа обязательное образование  | Начальная школа обязательное образование | Специальные (коррекционные) школы |
| 8-9     | 3                                                                  | Начальная школа обязательное образование | Начальная школа обязательное образование                                                     | Начальная школа обязательное образование  | Начальная школа обязательное образование | Специальные (коррекционные) школы |
| 9-10    | 4                                                                  | Начальная школа обязательное образование | Начальная школа обязательное образование                                                     | Начальная школа обязательное образование  | Начальная школа обязательное образование | Специальные (коррекционные) школы |
| 10-11   | 5                                                                  | Начальная школа обязательное образование | Начальная школа обязательное образование                                                     | Начальная школа обязательное образование  | Начальная школа обязательное образование | Специальные (коррекционные) школы |
| 11-12   | 6                                                                  | Начальная школа обязательное образование | Начальная школа обязательное образование                                                     | Начальная школа обязательное образование  | Начальная школа обязательное образование | Специальные (коррекционные) школы |
| 12-13   | 1 (7)                                                              | Средняя школа обязательное образование   | Средняя школа обязательное образование                                                       | Средняя школа обязательное образование    | Средняя школа обязательное образование   | Специальные (коррекционные) школы |
| 13-14   | 2 (8)                                                              | Средняя школа обязательное образование   | Средняя школа обязательное образование                                                       | Средняя школа обязательное образование    | Средняя школа обязательное образование   | Специальные (коррекционные) школы |
| 14-15   | 3 (9)                                                              | Средняя школа обязательное образование   | Средняя школа обязательное образование                                                       | Средняя школа обязательное образование    | Средняя школа обязательное образование   | Специальные (коррекционные) школы |
| 15-16   | 1 (10)                                                             | Старшая школа                            | Старшая школа                                                                                | Курс старшей школы специальной подготовки | Технологический колледж                  | Специальные (коррекционные) школы |
| 16-17   | 2 (11)                                                             | Старшая школа                            | Старшая школа                                                                                | Курс старшей школы специальной подготовки | Технологический колледж                  | Специальные (коррекционные) школы |
| 17-18   | 3 (12)                                                             | Старшая школа                            | Старшая школа                                                                                | Курс старшей школы специальной подготовки | Технологический колледж                  | Специальные (коррекционные) школы |
| 18-19   | Бакалавриат (яп. 学部 гакубу, букв. факультет)                     | Университет (бакалавриат)                | Медицинские факультеты (медицина, ветеринария, стоматология, фармацевтика, военная медицина) | Колледж, профессиональное училище         | Технологический колледж                  | Специальные (коррекционные) школы |
| 19-20   | Бакалавриат (яп. 学部 гакубу, букв. факультет)                     | Университет (бакалавриат)                | Медицинские факультеты (медицина, ветеринария, стоматология, фармацевтика, военная медицина) | Колледж, профессиональное училище         | Технологический колледж                  | Специальные (коррекционные) школы |
| 20-21   | Бакалавриат (яп. 学部 гакубу, букв. факультет)                     | Университет (бакалавриат)                | Медицинские факультеты (медицина, ветеринария, стоматология, фармацевтика, военная медицина) |                                           |                                          |                                   |
| 21-22   | Бакалавриат (яп. 学部 гакубу, букв. факультет)                     | Университет (бакалавриат)                | Медицинские факультеты (медицина, ветеринария, стоматология, фармацевтика, военная медицина) |                                           |                                          |                                   |
| 22-23   | Послевузовское профессиональное образование (яп. 大学院 дайгакуин) | Магистратура                             | Медицинские факультеты (медицина, ветеринария, стоматология, фармацевтика, военная медицина) |                                           |                                          |                                   |
| 23-24   | Послевузовское профессиональное образование (яп. 大学院 дайгакуин) | Магистратура                             | Медицинские факультеты (медицина, ветеринария, стоматология, фармацевтика, военная медицина) |                                           |                                          |                                   |
| 24-25   | Послевузовское профессиональное образование (яп. 大学院 дайгакуин) | Докторантура                             | Докторантура медицинская (медицина, ветеринария, стоматология, фармацевтика)                 |                                           |                                          |                                   |
| 25-26   | Послевузовское профессиональное образование (яп. 大学院 дайгакуин) | Докторантура                             | Докторантура медицинская (медицина, ветеринария, стоматология, фармацевтика)                 |                                           |                                          |                                   |
| 26-27   | Послевузовское профессиональное образование (яп. 大学院 дайгакуин) | Докторантура                             | Докторантура медицинская (медицина, ветеринария, стоматология, фармацевтика)                 |                                           |                                          |                                   |
| 27-28   |                                                                    |                                          | Докторантура медицинская (медицина, ветеринария, стоматология, фармацевтика)                 |                                           |                                          |                                   |

## Дошкольное образование

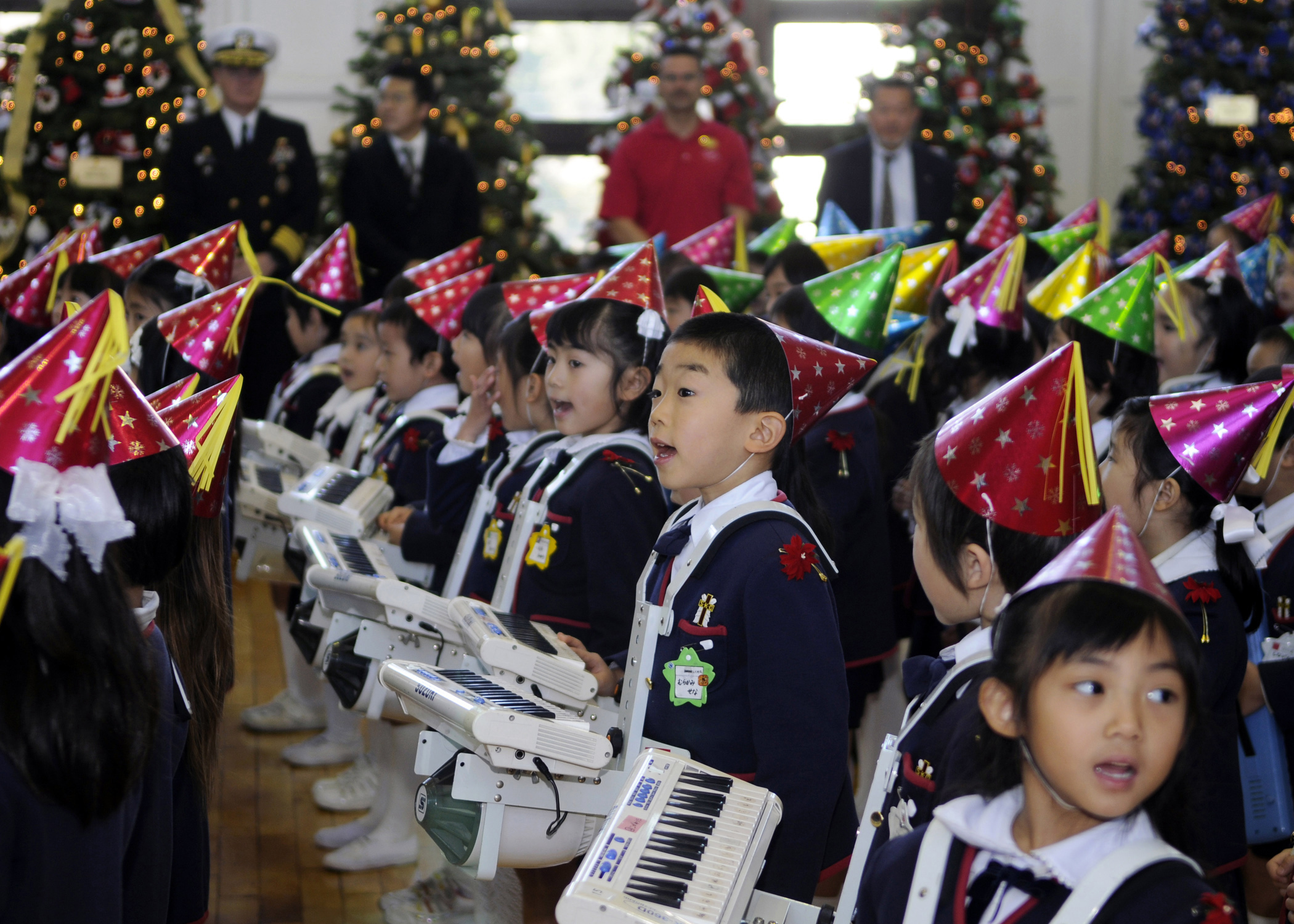
Японские дошкольники на празднике в Йокосуке в 2008 году

Дошкольное образование представлено яслями (яп. 保育所 хоикудзё), детсадами (яп. 幼稚園 ё:тиэн) и специальными школами для инвалидов (яп. 特別支援学校 токубэцу сиэн гакко:). Ясли принимают детей до 6 лет, но не дают никакой образовательной подготовки. Из-за этого ясли находятся вне официальной системы образования и подчиняются Министерству благосостояния и труда, а не Министерству культуры и образования, как все образовательные учреждения. Детсады осуществляют подготовку к начальной школе детей в возрасте от 3 до 6 лет. В детсадах дети находятся до середины второй половины дня, в яслях — целый день, в зависимости от особенностей рабочего дня родителей. В некоторых детсадах, прежде всего частных, ношение формы учениками является обязательным.
По состоянию на 2023 год в стране насчитывалось 39 589 яслей, которые присматривали за 2 717 335 детьми. На очереди попасть в ясли стояло 2680 ребёнка.
По состоянию на 2022 год в Японии насчитывалось 9111 детсадов. Из них 49 были государственными, 5 — публичными, 2910 — публичными, а 6152 — частными. Часть детсадов являются дочерними учреждениями начальных школ или университетов.

## Начальная школа

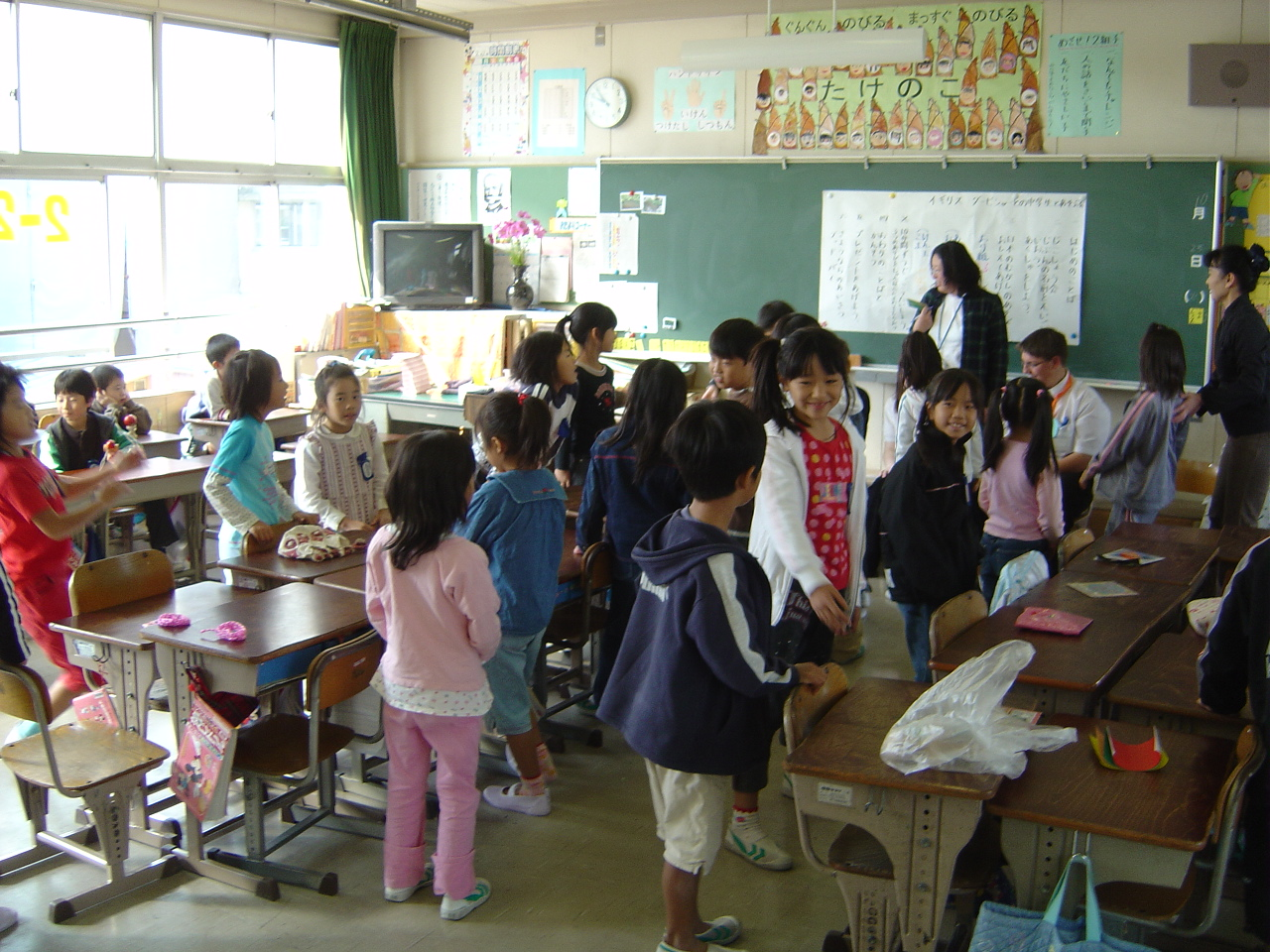
Ученики начальной школы на уроке

Начальное образование представлено начальной школой (яп. 小学校 сё:гакко:) и специальными школами для детей с инвалидностью. В заведения начального образования поступают дети в возрасте от 6 лет. Начальное образование является обязательным.
Обучение в начальной школе длится 6 лет. В ней преподают следующие общеобразовательные предметы: японский язык (в том числе каллиграфия), арифметика, музыка, искусство, физкультура (1 — 6 лет обучения), основы жизнедеятельности (1 — 2 года обучения), гуманитарные науки, естественные науки (3 — 6 лет обучения), труд (5 — 6 лет обучения). В некоторых частных школах дополнительно преподают религиоведение, светскую этику и т. д. Общегосударственных учебников не существует. Соответствующие учебники, доступные в широком ассортименте, выбираются образовательными комитетами муниципальных районов, либо руководством школ. В большинстве муниципальных школ нет установленной формы, ученики приходят в домашней одежде. Для учеников муниципальных школ в префектурах Кагава, Окаяма, Ямагути, Кагосима, Исикава, а также во многих частных школах, установлена форма. Как правило, уборка учениками школы является обязательной.
По состоянию на 2022 год в стране насчитывалось 19 161 начальных школ. Из них 67 были государственными, 18 851 — публичными и 243 — частными. В них обучался 6 151 305 ребёнок в возрасте от 6 до 12 лет. В государственных и публичных школах обучение мальчиков и девочек проходит вместе. В некоторых частных школах — раздельно. В большинстве школ ученики принимают обед, оплачиваемый родителями.
В отличие от российских школ, начальные школы в Японии называются не номерами, а по названиям местностей, в которых расположены. Школы строятся из железобетона на возвышенной местности вследствие опасности землетрясений и цунами. Большинство зданий имеют стандартную архитектуру и включают в себя спортивное крыло и крыло для занятий в секциях.

## Средняя школа

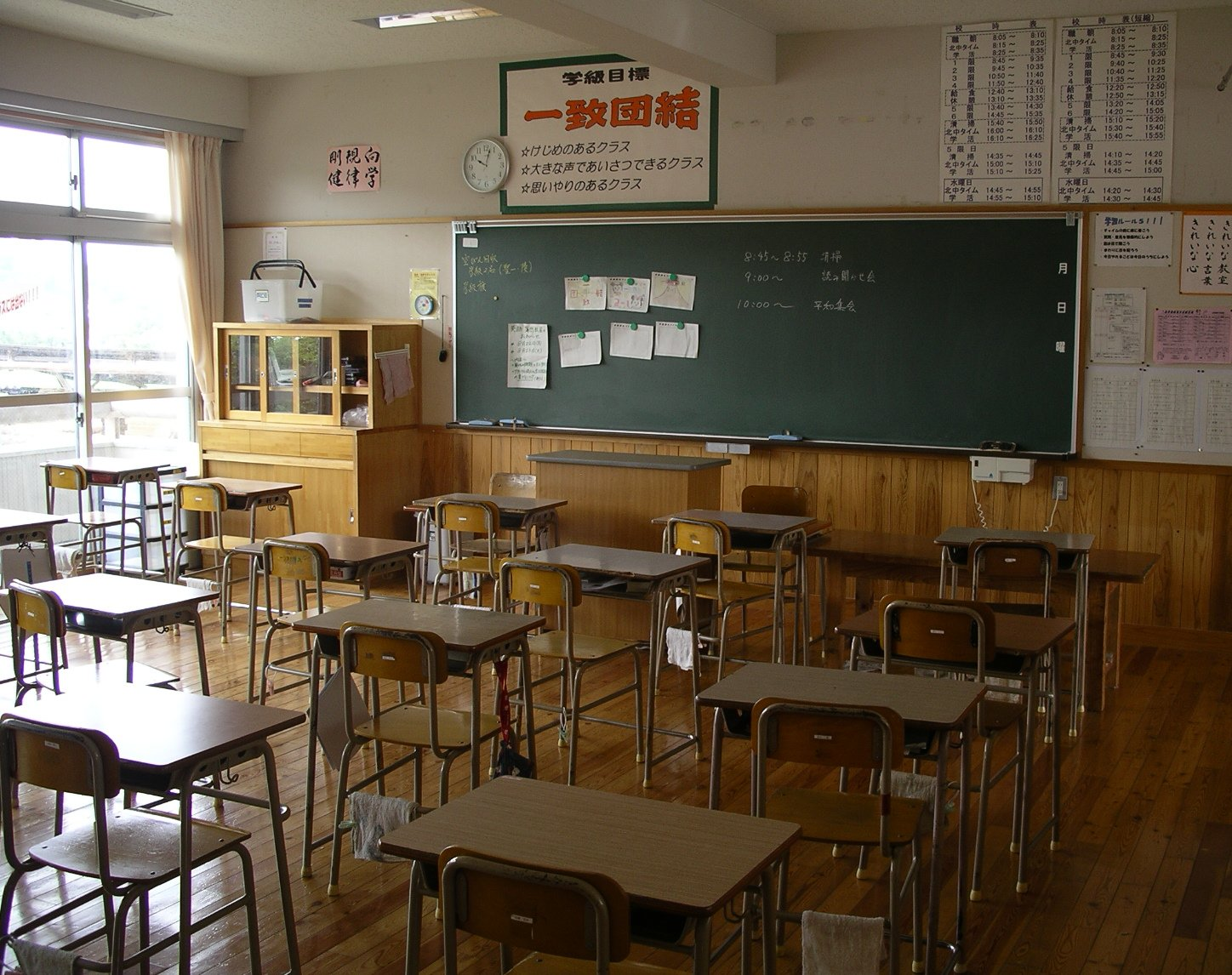
Типичный класс в японской средней школе

Помимо младших средних школ (яп. 中学校 тю:гакко:), есть специальные школы для детей с инвалидностью. В заведения младшей ступени среднего образования поступают дети в возрасте от 12 лет. Ученики могут посещать школу заочно с 15 лет. Начальное и неполное среднее образование является обязательным.
Обучение в средней школе продолжается 3 года. В обязательные предметы входят: государственный язык, гуманитарные науки (география, история, обществознание), математика (алгебра, геометрия), естественные науки (физика, химия, биология, геология), музыка (освоение музыкальных инструментов и совместное выступление), изобразительное искусство, физкультура, труд, английский язык. В некоторых частных школах дополнительно преподают религиоведение, светскую этику и т. д. Есть также классный час, посвященный изучению истории края, пацифизму, школьным мероприятиям. Общегосударственных учебников не существует. Соответствующие учебники выбирают образовательные комитеты муниципальных районов или руководство школы. Как правило, в средних школах, ношение формы и уборка учениками школы являются обязательными.  После уроков учащиеся участвуют во внеклассных действиях - клубах (яп. 部活 бу:кацу), которые делятся на спортивные (футбол, лёгкая атлетика, кэндо, бейсбол, и т.п.) и культурные (каллиграфия, оркестр, искусство, и т.д.)
По состоянию на 2022 год в стране насчитывалось 10 035 средних школ. Из них 68 были государственными, 9164 — публичных и 780 — частными. В них обучалось 3 626 415 детей в возрасте от 12 до 15 лет. В государственных и публичных школах обучение мальчиков и девочек проходит вместе. В некоторых частных школах — раздельно.
Средние школы в Японии называются так же, как и начальные, а именно по названиям местностей, в которых расположены, а не номерами.

## Старшая школа
Старшая школа (яп. 高等学校 ко:то: гакко:) представлена очными дневными школами, очными вечерними школами, заочными школами, дистанционными школами и специальными школами для инвалидов. В заведения старшего среднего образования поступают дети в возрасте от 15 лет. Как правило, поступление проходит по вступительным экзаменам.
Несмотря на то, что старшая школа не является обязательной, её посещают более 98,8 % школьников (по данным на 2020 год). Число частных старших школ составляет около 55 %, тем не менее и государственно-областные, и частные старшие школы являются платными. Существует государственная система поддержки для малообеспеченных семьей, в том числе и для учащихся частных школ.
Обучение в очной старшей средней школе длится 3 года, в вечерней — 4. Старшие школы делятся по образовательным программам на обычные (яп. 普通科), профессиональные (яп. 専門科) и интегрированные (яп. 総合学科). Как правило, в одной школе существует только одно отделение, реже — два. По состоянию на 2023 год, 73,9 % учащихся обучаются в школах в обычном отделении, 17,1 % обучаются в школах в профессиональном отделении, 3,6 % обучаются в школах со специализированным уклоном и 5,4 % обучаются в школах в интегрированном отделении.
В школах с обычным отделением может существовать специализация по гуманитарным и естественным предметам, в других — с раздельными курсами с различной интенсивностью. Главной целью обучения является поступление в университет или техникум. В дисциплины, преподаваемые в старшей школе, входят: государственный язык (современный, культура речи, логика, выражение, классическая литература), гуманитарные науки (география, история Японии, всемирная история), обществознание (социология, этика, политология, экономика), математика (алгебра, геометрия), естественные науки (физика, химия, биология, геология), искусство (музыка, изобразительное искусство, ремёсла, каллиграфия), физкультура, труд, английский язык, информатика. В частных школах дополнительно преподают другие предметы.
В школах со специализированной программой образования обучение идёт по одной из узко-прикладных специальностей (промышленные, сельскохозяйственные, коммерческие, информатики и другие) параллельно с общими предметами, либо обучение идёт с упором на один из предметов (математика, искусство, естественные науки).
В интегрированных программах учащиеся могут выбирать между общими и профессиональными предметами по своему выбору в соответствии со своими интересами и способностями.
Также проводится классный час, посвящённый изучению истории края, пацифизму, школьным мероприятиям. Общегосударственных учебников не существует. Подходящие учебники выбирают образовательные комитеты муниципальных районов или руководство школы. В большинстве школ ношение формы и уборка учениками школы являются обязательными. После уроков учащиеся участвуют во внеклассных образованиях — букацу (яп. 部活), которые делятся на спортивные секции (футбола, бейсбола, кэндо, кюдо, и т. п.) и искусствоведческие кружки (каллиграфия, оркестр, радиовещание и т.д.).
По состоянию на 2020 год в стране насчитывалось 4874 старших средних школ. Из них 15 были государственными, 3537 — публичных и 1322 — частными. В них обучалось 3 299 012 детей в возрасте от 15 до 18 лет. В публичных школах обучение мальчиков и девочек проходит вместе. В некоторых государственных и частных школах — раздельно.
Старшие школы в Японии именуются так же, как и начальные.

## Высшее образование

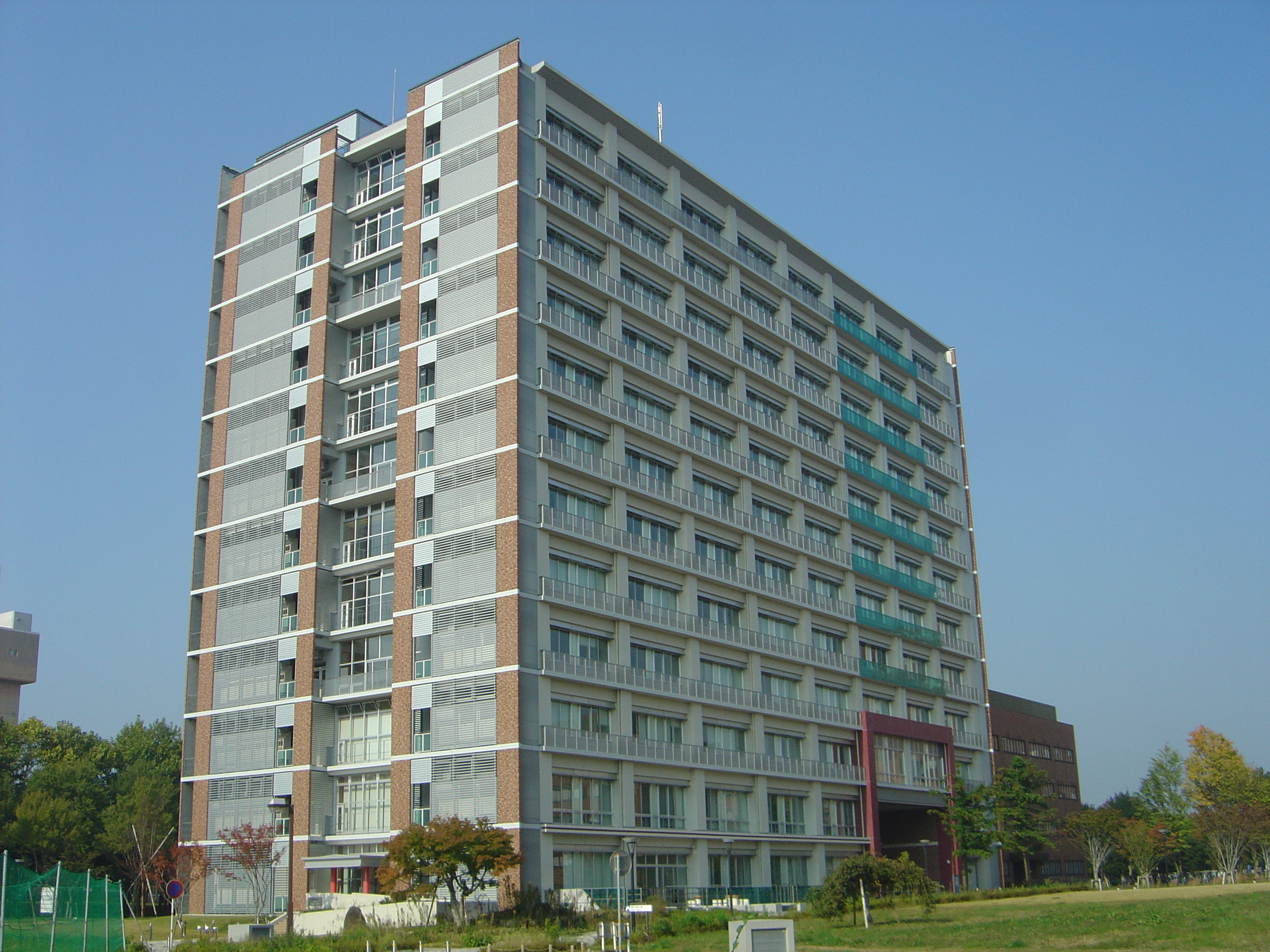
Университет Цукуба, кампус

На 2021 год, более 2,9 млн студентов Японии обучались в 808 университетах (яп. 大学 дайгаку). Высшее образование предполагает четырёхлетнее обучение для степени бакалавра, либо шестилетнее обучение для степени бакалавра по специальностям медицина, ветеринария, фармакология и стоматология.
Имеется 3 типа университетов: 86 государственных университетов и 100 публичных (областные-муниципальные) университетов. Оставшиеся 808 заведения на 2021 год были частными.
Образование платное. С 2020 года существует система государственной поддержки для многодетных семей и студентов по научно-техническим специальностям. Государство также предоставляет ограниченную поддержку малоимущим семьям. 
По данным рейтинга QS World University Rankings, в тридцать лучших университетов Азии в 2015 году входили: Токийский университет (12-е место), Осакский университет (13-е место), Киотский университет (14-е место), Токийский технологический институт (15-е место), Университет Тохоку (20-е место), Университет Нагои (21-е место), Университет Хоккайдо (25-е место), Университет Кюсю (28-е место).